# V Sagittae
V Sagittae är en kataklysmisk variabel som bildar prototyp för V Sagittae-variablerna (CBSS/V+E) i stjärnbilden Pilen. 
Stjärnan är av visuell magnitud +13,9 och får novaliknande utbrott upp till magnitud 8,6.